# Octavian Grama
Octavian Grama (n. 15 decembrie 1971, Soroca) este un medic, politician și funcționar public din Republica Moldova, care din 4 septembrie 2015 este deputat în Parlamentul Republicii Moldova de legislatura a XX-a (2014-2018) din partea Partidului Liberal Democrat din Moldova (PLDM). Din noiembrie 2009 până în februarie 2011 și apoi din aprilie 2012 până în august 2015 Octavian Grama a fost Viceministru al Sănătății. Anterior a mai fost consilier raional în raionul Dondușeni (iunie 2011–ianuarie 2013) și consilier orășenesc în orășelul Codru (iunie 2007–iunie 2011).
Din 2007 până în prezent este vicepreședinte PLDM, responsabil de sănătate, voluntariat, formare continuă și promovare.
La alegerile parlamentare din noiembrie 2014 din Republica Moldova Octavian Grama a candidat de pe locul 29 din lista candidaților PLDM și inițial nu a reușit să acceadă în parlament, însă după învestirea cabinetului de miniștri condus de Valeriu Streleț și renunțarea acestuia la funcția de deputat în favoarea celei de premier, în septembrie 2015 Grama l-a înlocuit pe acesta în parlament.
Octavian Grama a fost participant la acțiunile de luptă pentru apărarea integrității și independenței Republicii Moldova (1991-1992). A fost distins cu medalia „Crucea comemorativă”.
Este căsătorit și are un copil.